# Halice hesmonectes
Halice hesmonectes is een vlokreeftensoort uit de familie van de Pardaliscidae. De wetenschappelijke naam van de soort is voor het eerst geldig gepubliceerd in 1993 door Martin, France & Van Dover.